# الاستيلاء على تونس (1735)
حدث الاستيلاء على تونس في عام 1735 عندما أرسل داي الجزائر قوة غزو إلى تونس بهدف تنصيب علي باشا كالباي.
بعد ثورة فاشلة لجأ علي باشا إلى الجزائر العاصمة حيث تمكن من الحصول على دعم الداي. أرسل داي الجزائر قوة قوامها 7000 رجل لغزو تونس وتنصيب علي باشا هناك بايًا لها.
وصل الجزائريون إلى جبهة تونس العاصمة في الثالث من سبتمبر. وبعد أن فُتحت الأبواب ليلاً تعرض الجيش الذي حاول الدفاع عن تونس إلى مذبحة كبيرة. استولى الجزائريون على تونس ونصبوا علي باشا بصفته الباي وتابعًا للجزائر. اعترف الباي علي باشا بنفسه على أنه تابع للجزائر وقدم جزية سنوية للداي.

## أنظر أيضا
- الحرب التونسية الجزائرية (1694)
- الحرب التونسية الجزائرية (1756)